# Hōjō Tokimasu
Hōjō Tokimasu (北條時益, ?-20 juin 1333) est le treizième et dernier minamikata rokuhara Tandai (chef adjoint de la sécurité intérieure de Kyoto) de 1330 à 1333.
En 1333, Ashikaga Takauji se révolte contre la domination du clan Hōjō et attaque la ville de Kyoto. Les deux chefs du Rokuhara Tandai, Hōjō Nakatoki et Hōjō Tokimasu, fuient vers l'est, mais sont capturés dans la province d'Omi.
Cette même année, le clan Hōjō est défait au siège de Kamakura, ce qui met également un terme à l'institution du Rokuhara Tandai.

## Source de la traduction
- (nl) Cet article est partiellement ou en totalité issu de l’article de Wikipédia en néerlandais intitulé « Hojo Tokimasu » (voir la liste des auteurs).